# Parankylopteryx
Parankylopteryx is een geslacht van insecten uit de familie van de gaasvliegen (Chrysopidae), die tot de orde netvleugeligen (Neuroptera) behoort.

## Soorten
- P. burgeoni (Navás, 1929)
- P. maculata (Kimmins, 1939)
- P. multipunctata (Fraser, 1951)
- P. polysticta (Navás, 1910)
- P. speciosa (Navás, 1925)
- P. tenuis Hölzel et al., 1990
- P. tetrasticta (Navás, 1933)
- P. waterloti (Navás, 1911)